# 사랑의 미로 (1986년 대한민국 영화)
"사랑의 미로"는 1986년에 개봉한 대한민국의 영화이다.

## 캐스팅
- 현지혜
- 하재영
- 장승화
- 최은혜